# Benedikta
Benedikta je žensko osebno ime.

## Izvor imena
Ime Benedikta izhaja iz latinskega imena Benedicta, ki je ženska oblika imena Benedictus v slovenščini Benedikt.

## Različice imena
Bena, Benedina, Benica, Beninja, Benita

## Tujejezikovne različice imena
- pri Angležih: Benedicta
- pri Čehih: Benedikta
- pri Francozih: Bénédicte, Benoîte
- pri Nemcih: Benedikta, Benedikte
- pri Nizozemcih: Benedicta
- pri Poljakih: Benedykta
- pri Portugalcih: Benedita
- pri Špancih: Benedicta, Benita

## Pogostost imena
Po podatkih Statističnega urada Republike Slovenije je bilo na dan 31. decembra 2007 v Sloveniji število ženskih oseb z imenom Benedikta: 27.

## Osebni praznik
Osebe z imenom Benedikta godujejo takrat kot Benedikti, to je 11. julija.